# Dalni (Tbilískaya, Krasnodar)
Dalni (del ruso: Дальний) es un jútor del raión de Tbilískaya del krai de Krasnodar, en Rusia. Está situado en las tierras bajas de Kubán-Azov, en la orilla derecha del río Zelenchuk Vtorói, afluente del Kubán, frente a Zisermanovski, 9 km al sur de Tbilískaya y 97 km al este de Krasnodar, la capital del krai. Tenía 550 habitantes en 2010.
Pertenece al municipio rural Guéimanovskoye.